# Estación de Venta de Baños
Venta de Baños es una estación ferroviaria situada en el municipio español homónimo, en la provincia de Palencia, comunidad autónoma de Castilla y León. Cuenta con servicios de Media Distancia operados por Renfe. Dispone también de una estación de clasificación llamada Venta de Baños-Mercancías.
La estación se encuentra en el cruce de varias líneas férreas, dando lugar a un importante nudo ferroviario por el que llegaron a pasar más de 200 trenes diarios, tanto de pasajeros como de mercancías.

## Situación ferroviaria
La estación se encuentra en el punto kilométrico 285,272 de la línea férrea de ancho ibérico Madrid-Hendaya a una altitud de 720,51 metros. A este trazado se une la línea férrea 130 de la red ferroviaria española entre Venta de Baños y Gijón. 
En 1989, la puesta en marcha de la variante Palencia-Magaz redujo la importancia del nudo a la vez que evitaba que los trenes que usaban el tramo León-Burgos tuvieran que realizar una compleja maniobra de cambio de sentido para continuar su ruta.
Con la llegada de la alta velocidad con las líneas Valladolid-Burgos y Venta de Baños-León, la estación vuelve a tener un papel destacado dentro del mapa ferroviario español como centro de distribución del tráfico, en el denominado Nudo de Venta de Baños, cuyos vértices son Villamuriel de Cerrato y Soto de Cerrato.

## Historia
El ferrocarril llegó a Venta de Baños, de la mano de Norte, el 1 de agosto de 1860 cuando se inauguraron los tramos Valladolid-Venta de Baños y Venta de Baños-Alar del Rey. El primero de los tramos era un paso más del trazado entre Madrid y la frontera francesa por Irún y Hendaya, que meses después (el 25 de noviembre) se prolongaría hasta Burgos, mientras que la prolongación hacia Alar del Rey buscaba enlazar con la línea Alar-Santander uniendo Madrid con el Cantábrico y sentando las bases de futuras prolongaciones hacia el noroeste de España, dando lugar así a un importante nudo ferroviario.
Posteriormente hubo dos intentos de trasladar este nudo ferroviario a la capital palentina: en 1873 y en 1908. La Ley republicana de 9 de agosto de 1873 ordenó el traslado del entronque de las líneas desde Venta de Baños hasta Palencia, pero no llegó a ser aplicada por el golpe de Estado del general Pavía y las presiones de los conservadores capitalinos.

## La estación
La estación contaba inicialmente con dos edificios, de los cuales solo permanece uno en pie en el lado este de la ciudad, siendo derribado el del lado oeste debido a una reestructuración de vías en 1986. El actual edificio data de la ampliación de la estación efectuada en 1912. En noviembre de 1875 comenzó a funcionar la aguada, conocida como “toma de agua”, para abastecer a las locomotoras de vapor. La fonda de la estación fue lo suficientemente conocida como para que el escritor Vital Aza compusiera una obra de teatro desarrollada íntegramente en ella; dicha obra fue estrenada en el teatro Lara de Madrid el 13 de enero de 1897. En la obra Vaya par de gemelas, protagonizada por Lina Morgan un personaje prepara una cita en la estación de Venta de Baños.

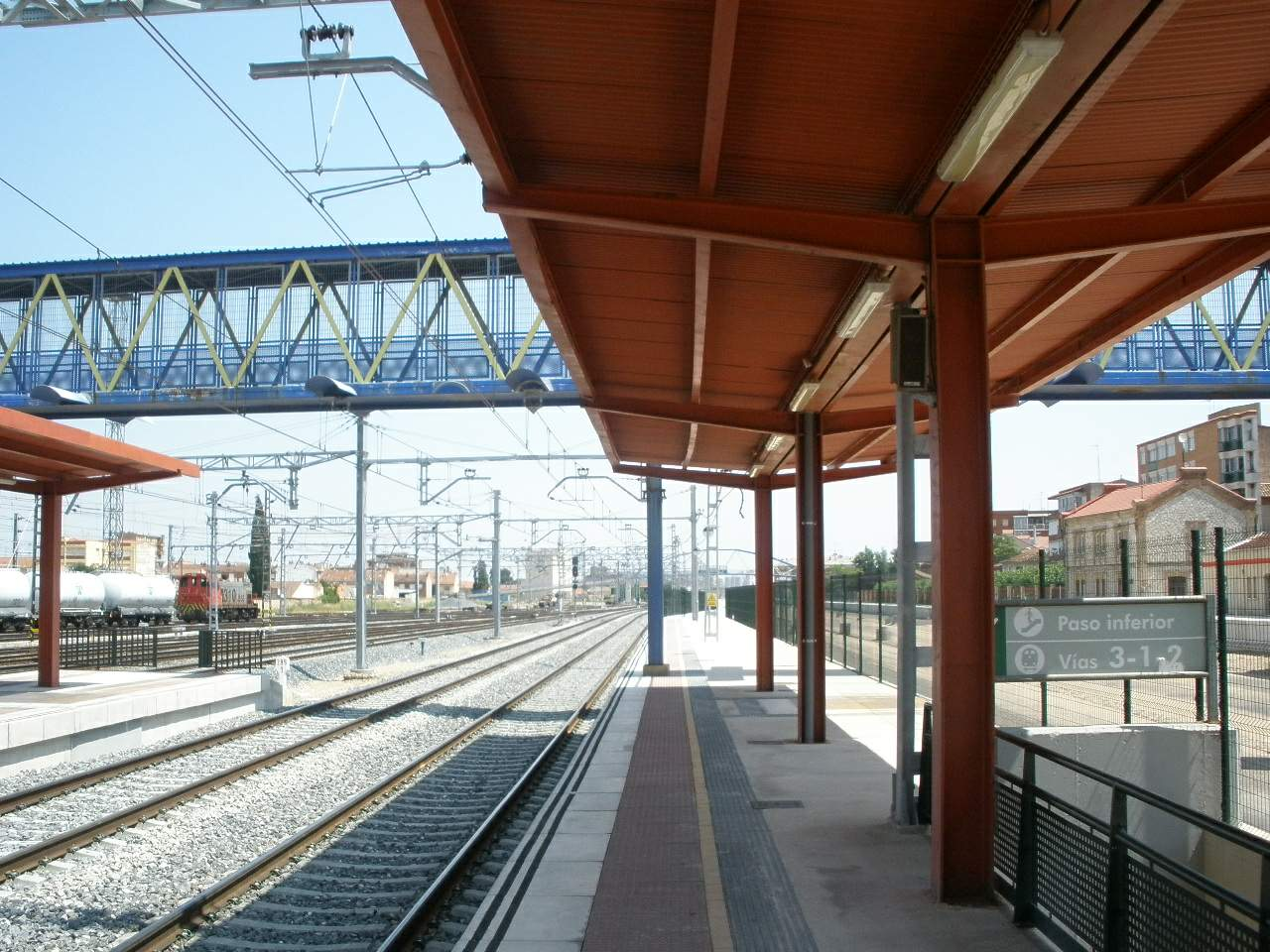
Aspecto de los andenes de la estación

En 1941, con la nacionalización de la red ferroviaria española de ancho ibérico, la estación pasó a ser gestionada por RENFE.
Entre 1980 y 1991 la estación fue sometida a una importante remodelación. En enero de 1986 comenzaron los trabajos para la construcción de un baipás entre Palencia y Magaz de Pisuerga con un presupuesto de 2.271 millones de pesetas (13,6 millones de euros); la variante, con una longitud de 7.816 metros, entró en servicio el 28 de mayo de 1989.
Los trabajos de modernización de la estación, con un presupuesto de 972.230.000 pesetas (5.843.220 euros), comenzaron el 31 de diciembre de 1986; el plazo era de 20 meses, pero los trabajos se prolongaron hasta marzo de 1991. Éstos consistieron en prolongar y recrecer los andenes, rehabilitar el edificio principal, derruir el segundo edificio de viajeros para aumentar el número de vías, sustituir y alargar la pasarela (en el verano de 1989) y adecuar las vías generales (Madrid-Irún) para 160 km/h y para 60 km/h hacia Palencia.
Desde enero de 2005, tras la desaparición de RENFE, el organismo Adif es la titular de las instalaciones.
El 23 de febrero de 2010, Fomento confirmó que Venta de Baños contaría con una estación del AVE. En 2011 se inició la sustitución de las vías convencionales de ancho español por las vías de ancho internacional usadas por los trenes de alta velocidad. Entre octubre de 2009 y el 20 de diciembre de 2011 se procede a la reforma de la estación para dejar espacio a la línea de alta velocidad. En total se renovaron y montaron un total de 8 000 metros de vías. Las obras supusieron también nuevas infraestructuras y una modernización de los andenes, pasos subterráneos, catenarias e instalaciones eléctricas y de seguridad. Sin embargo, Fomento decidió finalmente reducir la superestructura de las líneas que faltaban por terminar, con lo cual la proyectada estación con dos vías principales y otras dos junto a los andenes quedó reducida a las dos vías generales de paso, motivo por el cual los trenes no podrán parar mientras no se construya alguna vía junto a los andenes, lo que no está previsto en esta obra. Estas dos vías se desdoblan en otras dos hacia Palencia al norte de la población. También se está construyendo una pequeña vía de servicio con topera junto al centro de salud.

## Servicios ferroviarios
El único tren de larga distancia que quedaba fue suprimido en marzo de 2020. El Trenhotel Madrid-Galicia.

### Media distancia
Todo el tráfico ferroviario con parada en la estación está formado por trenes de Media Distancia que enlazan Venta de Baños con una amplia variedad de destinos en Castilla y León, principalmente ciudades como Valladolid, Palencia, León, Salamanca, Burgos y Ávila, así como ciudades de menor tamaño como Medina del Campo, Miranda de Ebro o Sahagún. Venta de Baños está también conectada con País Vasco, Cantabria, Asturias y Madrid-Príncipe Pío todo mediante regionales o servicios MD.